# Charles Rogers (Schauspieler)

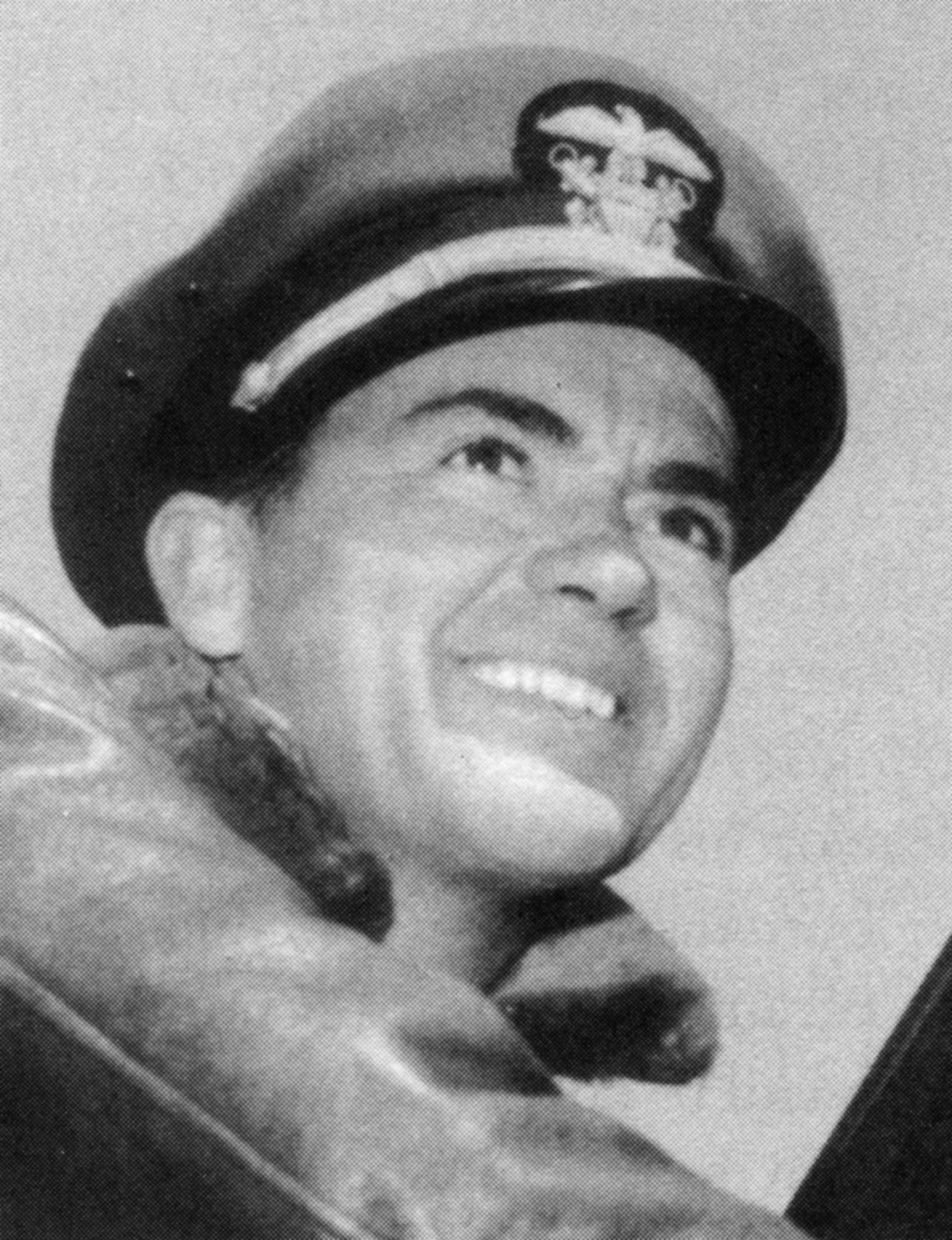
Charles Rogers bei der Armee während des Zweiten Weltkrieges

Charles „Buddy“ Rogers (* 13. August 1904 in Olathe, Kansas; † 21. April 1999 in Rancho Mirage, Kalifornien) war ein US-amerikanischer Schauspieler, Filmproduzent und Jazzmusiker, der insbesondere durch seine Hauptrolle im oscarprämierten Kriegsdrama Wings von 1927 berühmt wurde und im Jahr 1986 einen Ehrenoscar für humanitäre Verdienste erhielt.

## Leben
Charles Rogers wurde als Sohn des Richters und Journalisten Bert Henry Rogers in einem kleinen Ort in Kansas geboren. Bei seinem Studium an der University of Kansas wurde der filmisch und musikalisch interessierte Rogers von Agenten der Paramount Pictures entdeckt, die ihn nach Hollywood lotsten. Gutaussehend und sportlich, erhielt Rogers gleich in seinem ersten Film Fascinating Youth unter Regie von Sam Wood die Hauptrolle. Danach folgte eine größere Rolle an der Seite von W. C. Fields in der Komödie So's Your Old Man (1926), die Rogers’ Stellung als neuer Star festigte. Endgültig berühmt wurde der Schauspieler durch seine Hauptrolle in William A. Wellmans Fliegerdrama Wings, das Rogers als Piloten im Ersten Weltkrieg zeigte. Die aufwendige Produktion erhielt bei der ersten Oscarverleihung 1929 den Preis als Bester Film. Auf diesem Höhepunkt seiner Karriere erhielt er den Spitznamen „America's Boyfriend“, da er als Inbegriff des jungen Liebhabers galt und über 20.000 Fanbriefe im Monat erhielt.
Nach Wings folgten eine Reihe hochklassiger Filme für Rogers, etwa Get Your Man (1927) neben Clara Bow, My Best Girl (1927) an der Seite von Mary Pickford und Abie's Irish Rose (1928) mit Nancy Carroll. Ende der 1920er-Jahre befand sich Hollywood im Übergang vom Stummfilm in den Tonfilm, und Rogers konnte sein musikalisches Talent als Hauptdarsteller mehrerer Filmmusicals unter Beweis stellen. Rogers begründete in den 1930er-Jahren eine eigene Jazzband, mit der über viele Jahre in Filmen oder im Radio auftrat. Auch nahm er mit seiner Band erfolgreich Schallplatten auf. Seine Filmkarriere verlief sich in den 1930er-Jahren zusehends in Nebenrollen und B-Movies, was Rogers selbst vor allem dem Umstand zuschrieb, dass er an stets ähnlich gelagerten Liebhaberrollen nicht interessiert gewesen sei und sich lieber auf seine Jazzband fokussiert habe.

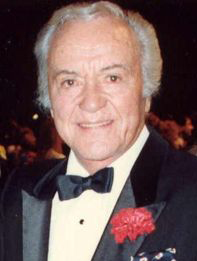
Charles Rogers bei der Oscarverleihung 1988

Nach dem gemeinsamen Dreh von My Best Girl im Jahr 1927 lernten sich Rogers und die elf Jahre ältere Mary Pickford, die bereits als Filmlegende galt, näher kennen. Beide heirateten im Jahre 1937 und blieben bis zu Pickfords Tod im Jahre 1979 verheiratet. Sie hatten zwei adoptierte Kinder. Schon 1942 zog Rogers sich nach 40 Filmen weitgehend von der Filmschauspielerei zurück, nur für Auftritte in der Komödie Der Pantoffelheld (1947) und dem Western Mit dem Colt unterm Kissen (1957) kehrte er noch einmal vor die Kamera zurück. Er spielte auch in drei Broadway-Produktionen zwischen 1932 und 1948. Als Produzent fungierte Rogers bei insgesamt neun Kinofilmen, darunter der Thriller Schlingen der Angst mit Claudette Colbert.
Während des Zweiten Weltkrieges konnte Rogers als Fluginstrukteur bei der amerikanischen Armee arbeiten, weil er beim Dreh von Wings selbst das Fliegen gelernt hatte. Auch nach seinem Rückzug aus dem Showgeschäft blieb er eine Person des öffentlichen Lebens, da er seine zurückgezogen lebende Frau bei vielen Anlässen vertrat und an zahlreichen Charity-Feiern und Stummfilm-Festivals teilnahm.
Nach dem Tod von Mary Pickford heiratete Rogers 1981 Beverly Ricondo, mit der er bis zu seinem Tod verheiratet blieb. Er verkaufte Pickfords legendäres Anwesen Pickfair für 5,4 Millionen Dollar, das Ende der 1980er-Jahre von der Sängerin Pia Zadora und ihrem Ehemann unter großer öffentlicher Kritik abgerissen wurde. Charles „Buddy“ Rogers verstarb 1999 im Alter von 94 Jahren eines natürlichen Todes.

## Auszeichnungen
Für seine humanitären Verdienste im Sinne der Filmindustrie wurde Buddy Rogers 1986 mit dem Jean Hersholt Humanitarian Award ausgezeichnet, der einem Ehrenoscar gleichzusetzen ist. Außerdem besitzt er einen Stern auf dem Hollywood Walk of Fame für seine Filmarbeit und wurde mit einem Golden Boot Award für seine Westernfilme ausgezeichnet.

## Filmografie (Auswahl)

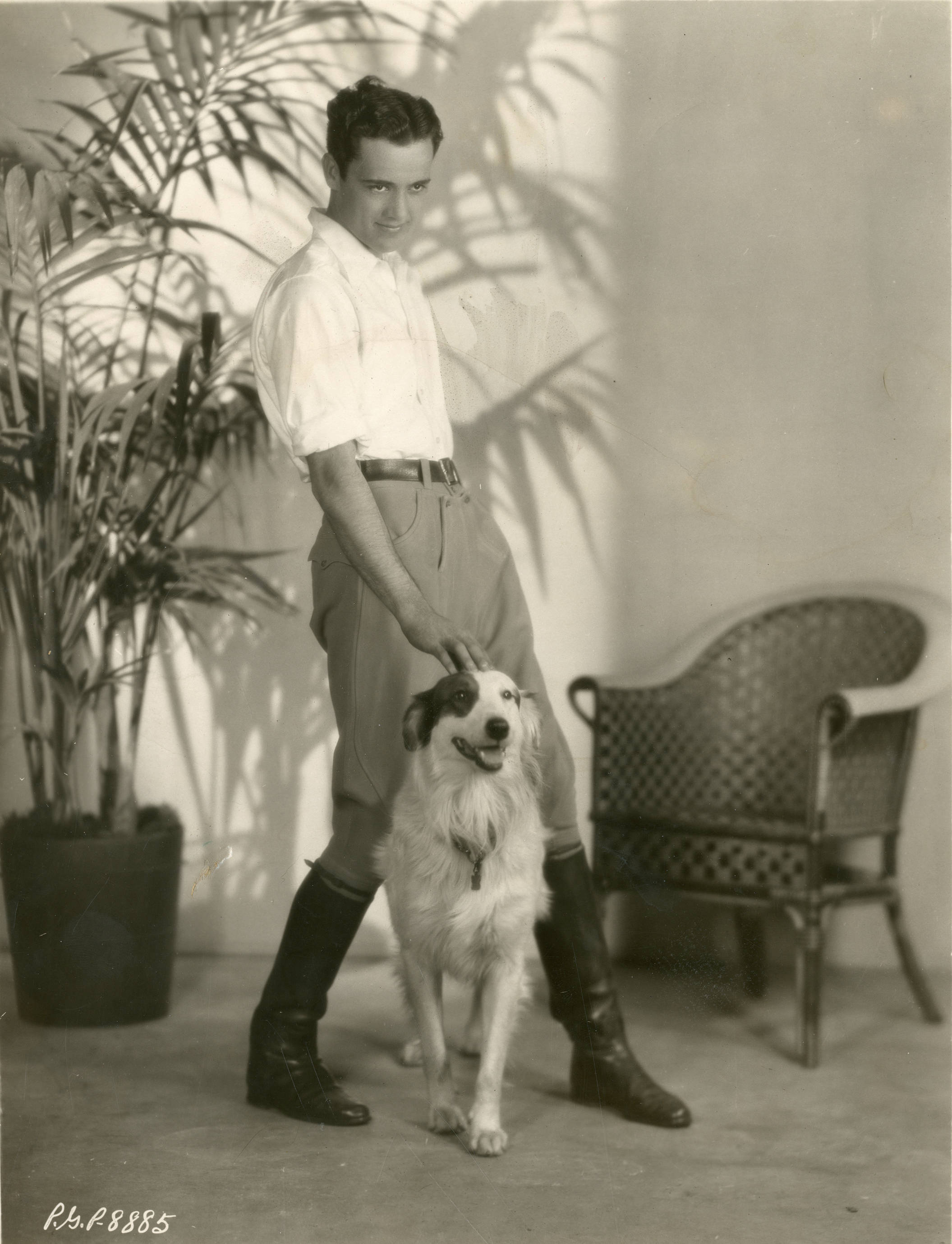
Charles Rogers (1928)

Als Schauspieler beteiligt, wenn nicht anders angegeben
- 1926: Fascinating Youth
- 1926: So's Your Old Man
- 1927: Wings (Wings)
- 1927: Meine beste Freundin (My Best Girl)
- 1927: Bin ich ihr Typ? (Get Your Man)
- 1928: Dreimal Hochzeit (Abie's Irish Rose)
- 1929: River of Romance
- 1930: Follow Thru
- 1930: Safety in Numbers
- 1930: Paramount-Parade (Paramount on Parade)
- 1931: Juwelenraub in Hollywood (The Stolen Jools)
- 1933: Take a Chance
- 1935: Old Man Rhythm
- 1942: Mexican Spitfire at Sea
- 1948: Der Pantoffelheld (An Innocent Affair)
- 1948: Schlingen der Angst (Sleep, My Love) (als Produzent)
- 1957: Mit dem Colt unterm Kissen (The Parson and the Outlaw) (als Schauspieler und Produzent)
- 1958: High School Hellcats (als Produzent)
- 1997: Mary Pickford: A Life on Film (Dokumentarfilm, als Produzent)